# Альтендиц
Альтендиц (нем. Altendiez) — община района Рейн-Лан, в земле Рейнланд-Пфальц, Германии. Входит в сообщество общин Диц.

## История
Находки в пещерах каменного века ок. 15 000 до н. э. указывают на раннее поселение на территории общины Альтендиц. Местечко впервые документально упоминается также как и Диц в 790 году. Не исключено, что первое упоминание о Дице Theodissa относится к Альтендицу. Название Aldindietze впервые упоминается в 1285 году. После Венского конгресса 1814—1815 гг. Альтендиц был частью герцогства Нассау, которое в 1866 году было аннексировано Пруссией. С 1947 года населённый пункт является частью земли Рейнланд-Пфальц.
Наряду с сельским хозяйством важное значение имело в XIX веке Горное дело. На территории Альтендица велась разработка месторождений железа и марганца, а позднее известняка, фосфорита и кровельного сланца.

## Население
Население на 31 декабря 2012 года составляло 2228 человек.
| Год  | Численность | Численность |
| ---- | ----------- | ----------- |
| 1975 | 1964        | [ 4 ]       |
| 2017 | 2176        | [ 1 ]       |
| 2019 | 2195        | [ 5 ]       |
| 2021 | 2148        | [ 6 ]       |
| 2022 | 2177        | [ 7 ]       |
| 2023 | 2147        | [ 2 ]       |

## Политика
Совет общины состоит из 16 членов, избранных на муниципальных выборах 7 июня 2009 года, и бургомистра, работающего на общественных началах в качестве председателя.

## Символика
На гербе Альтендица изображена груша, разделённая на два ряда. На этом дереве висят восемь золотых груш. Белое дерево изображено стоящим на чёрной почве на зелёном фоне. Груши указывают на связь Альтендица с Бимбесландом.

## Культура и достопримечательности
Евангельская церковь Св. Петра, расположенная напротив замка Диц на другом берегу Лана, является старейшей церковью на сегодняшней территории сообщества общин Диц. Она была построена предположительно в 8-9 вв. Впервые упоминается в документе 1269 года. Была разорена в 1630 году хорватскими, а в 1796 году французскими солдатами. В 1830 году была заново отстроена, при этом романский стиль здания был изменён на классицизм.